# Discoxenus hirsutus
Discoxenus hirsutus – gatunek chrząszcza z rodziny kusakowatych i podrodziny rydzenic.

## Taksonomia
Gatunek ten opisali po raz pierwszy w 2015 roku Taisuke Kanao i Munetoshi Maruyama na łamach „Zootaxa”. Jako lokalizację typową wskazano okolice Angkor Wat w kambodżańskiej prowincji Siĕm Réab. Epitet gatunkowy oznacza po łacinie „włochaty”. W obrębie rodzaju Discoxenus tworzy wraz z D. assmuthi, D. indicus, D. kakizoei, D. katayamai, D. kohkongensis, D. lepisma, D. lucidus, D. malaysiensis, D. minutus i D. phourini grupę gatunków D. assmuthi.

## Morfologia
Chrząszcz o wydłużonym ciele długości od 1,5 do 1,7 mm i szerokości od 0,8 do 0,9 mm, błyszczącym, ubarwionym głównie pomarańczowobrązowo. 1,3 raza szersza niż dłuższa głowa ma zaokrąglony nadustek, głęboko pośrodku wklęśniętą przednią krawędź wargi górnej, mały ząbek na prawej żuwaczce, dwukrotnie szerszą niż dłuższą bródkę z około 50 porami i przedbródek z 12–14 porami. Na przedpleczu rośnie 46 szczecinek makroskopowych. Poprzeczne pokrywy w przednio-bocznych narożach skąpo porastają szczecinki. Szczecinek makroskopowych na dysku pokryw jest dziesięć. Odwłok ma tergity od trzeciego do ósmego zaopatrzone w sześć szczecinek makroskopowych. Na tergitach od trzeciego do szóstego niemal brak jest szczecinek żółtych, na siódmym zaś występują one w pojedynczym przedwierzchołkowym szeregu. Ósmy tergit ma dwie pary szczecinek makroskopowych pośrodku i trzy pary na krawędzi tylnej. Sternity od trzeciego do siódmego mają szereg 10–16 szczecinek makroskopowych pośrodku i 6–10 szczecinek makroskopowych na tylnym brzegu. U samca ósmy sternit ma po cztery pary szczecinek makroskopowych pośrodku i przy tylnej krawędzi, u samicy zaś 11 lub 12 szczecinek makroskopowych pośrodku i trzy pary na tylnej krawędzi. Genitalia samicy cechują się nasadową częścią spermateki niespełna dwukrotnie dłuższą niż jej część wierzchołkowa. Genitalia samca odznaczają się zaopatrzoną w dobrze wykształcone, zaokrąglone żeberko dystalne kapsułą nasadową edeagusa, paramerytem trzykrotnie szerszym od kondylitu oraz pięcioma lub sześcioma szczecinkami na sklerycie woreczka welarnego.

## Ekologia i występowanie
Owad ten jest termitofilem zasiedlającym gniazda termitów z gatunków Hypotermes makhamensis i Hypotermes xenotermitis.
Gatunek orientalny, endemiczny dla Kambodży, znany z kilku stanowisk w prowincji Siĕm Réab.